# División Bardhaman
La división Burdwan es una de las divisiones de Bengala Occidental (un Estado nororiental de la India).
Su capital es Burdwan (Bardhamana).

Divisiones de Bengal Occidental: división Jalpaiguri, división Burdwan y división Presidencia. En esta última se puede ver una parte del delta del Ganges, que desemboca en el golfo de Bengala.

El nombre inglés Burdwan en realidad proviene del nombre bengalí Bordhoman (que a su vez proviene del sánscrito Vardhamāna). Durante la ocupación británica, los ingleses renombraban todos los nombres originales bengalíes por groseros equivalentes fonéticos.
Consiste de 7 distritos:
- Bankura
- Bardhaman
- Birbhum
- East Midnapore (Purba Medinipur)
- Hooghly
- Purulia
- West Midnapore (Paschim Medinipur)